# 성북구 을 (1963년 선거구)
성동구 을은 대한민국의 옛 국회의원 선거구였다. 당시 서울특별시 성북구의 일부 지역을 관할했다.

## 역사
제6대 국회의원 선거를 앞두고 성북구 선거구가 갑, 을로 분구되면서 신설되었다. 또한 1963년 1월, 양주군 노해면이 성북구로 편입됨에 따라 양주군 을에서 노해면을 넘겨받았다.
제8대 국회의원 선거를 앞두고 일부 지역이 성북구 병으로 분구되었다.
제9대 국회의원 선거를 앞두고 성북구 단일 선거구로 합쳐지면서 폐지되었다.

## 역대 국회의원
| 선거   | 정당 | 정당   | 의원   |
| ------ | ---- | ------ | ------ |
| 1963년 |      | 민정당 | 서범석 |
| 1967년 |      | 신민당 | 서범석 |
| 1971년 |      | 신민당 | 서범석 |

## 역대 선거 결과

### 대한민국 제6대 국회의원 선거
|  | 42.38% |

|  | 24.30% |

|  | 12.49% |

|  | 9.30% |

|  | 5.02% |

|  | 3.44% |

|  | 1.82% |

|  | 1.20% |

### 대한민국 제7대 국회의원 선거
|  | 53.51% |

|  | 38.96% |

|  | 3.46% |

|  | 1.45% |

|  | 0.82% |

|  | 0.78% |

|  | 0.52% |

|  | 0.47% |

|  | 0% |

### 대한민국 제8대 국회의원 선거
|  | 65.50% |

|  | 32.51% |

|  | 1.63% |

|  | 0.33% |